# Shinya Tanoue
Shinya Tanoue (田ノ上 信也?, Tanoue Shinya; Prefettura di Kagoshima, 5 febbraio 1980) è un ex calciatore giapponese, di ruolo centrocampista.